# Суејхуа
Суејхуа (绥化) град је Кини у покрајини Хејлунгђанг. Према процени из 2009. у граду је живело 252.164 становника.

## Становништво
Према процени, у граду је 2009. живело 252.164 становника.
| 1990.   | 2000.   | 2009    |
| ------- | ------- | ------- |
| 225.728 | 245.365 | 252.164 |